# Chlumany
Obec Chlumany se nachází v okrese Prachatice, kraj Jihočeský. Žije zde 374 obyvatel.

## Historie
První písemná zmínka o obci pochází z roku 1383.
8. listopadu 2016 byly obci uděleny znak a vlajka.

## Poloha
Obec se rozkládá v údolí podhůří Šumavy, 2 km od Vlachova Březí ve směru na Vimperk.

## Obecní správa
V letech 1961–1980 k obci patřil Pěčnov.

## Okolí
V centru obce se nachází náves s kapličkou a malým parčíkem, ve kterém je umístěn pomník padlým vojínům z 1. světové války. Ve víceúčelové budově obecního úřadu se nachází mateřská škola, prodejna smíšeného zboží a pohostinství. Lesy v okolí jsou vhodné jak pro turistiku, tak pro houbaření. V parném létě je možné se osvěžit v místním koupališti.

## Galerie

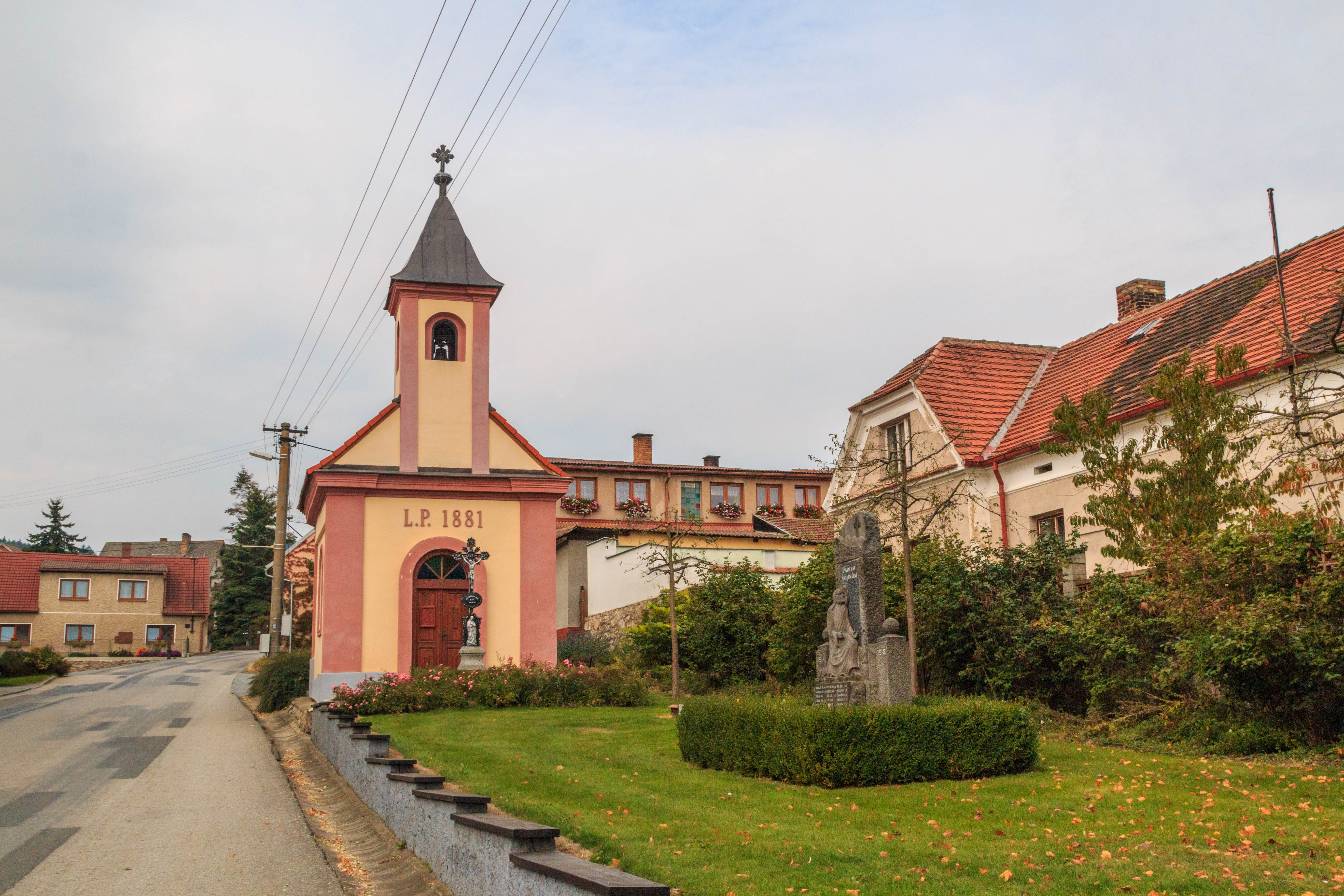
Kaple
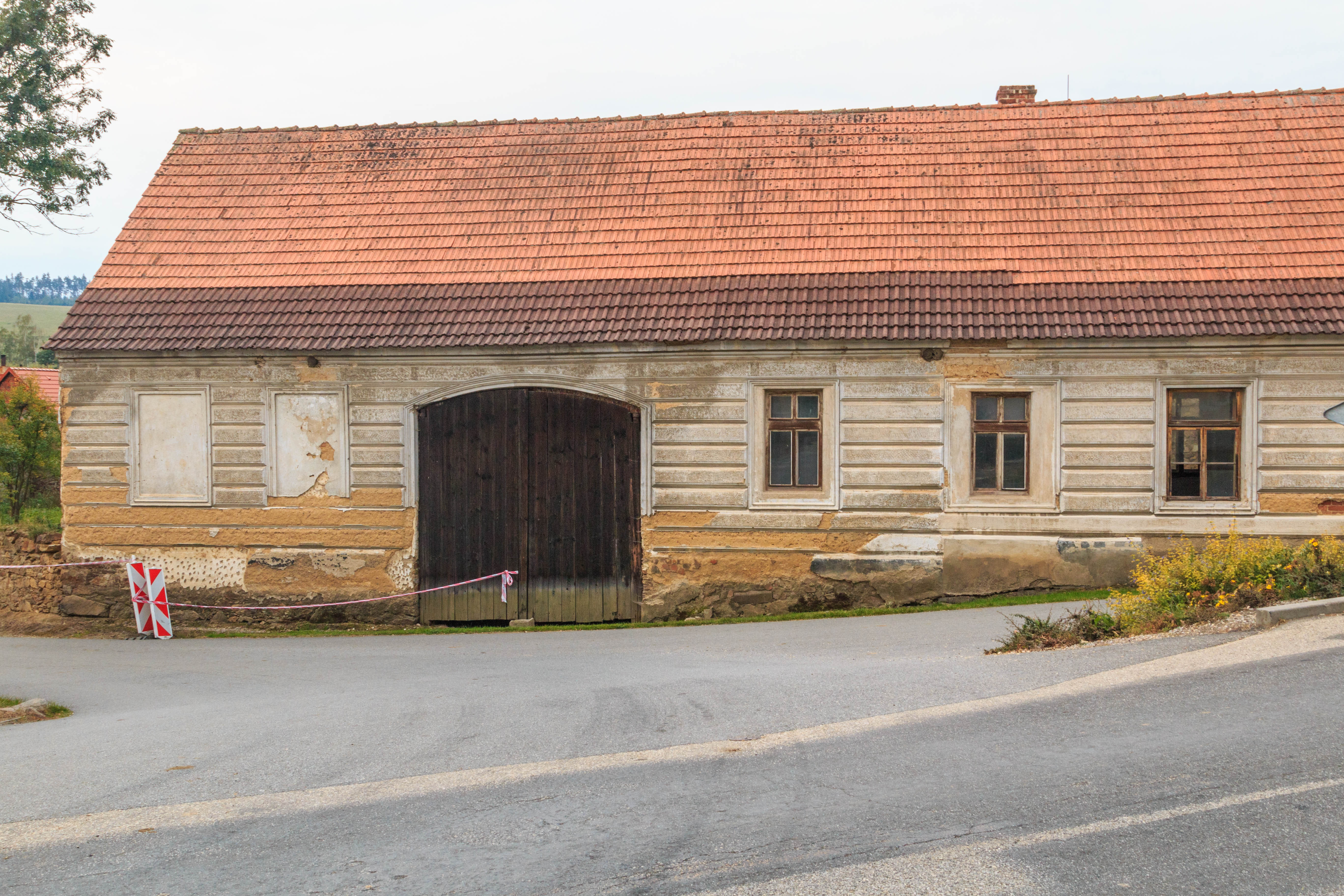
Čp. 48
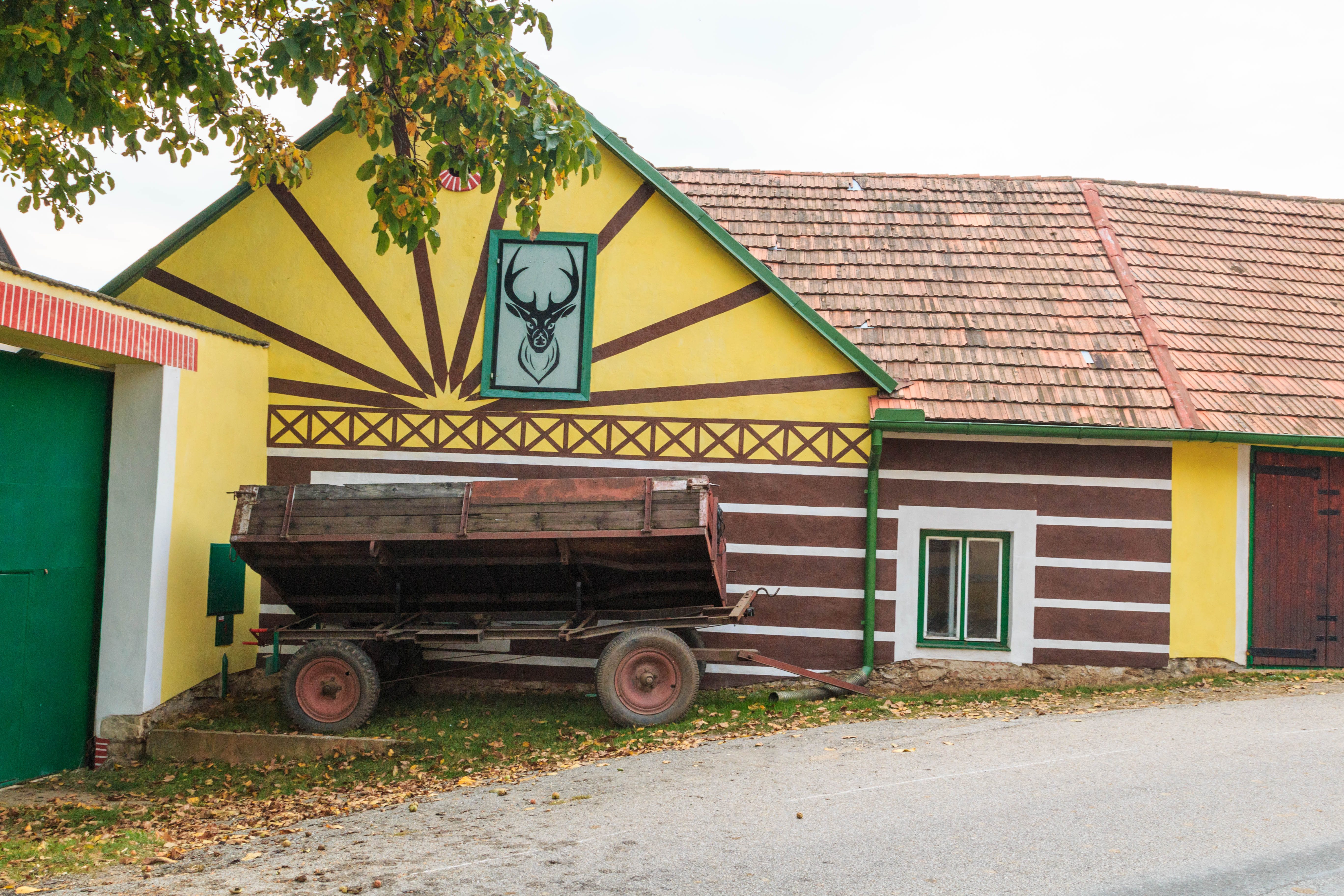
Čp. 30
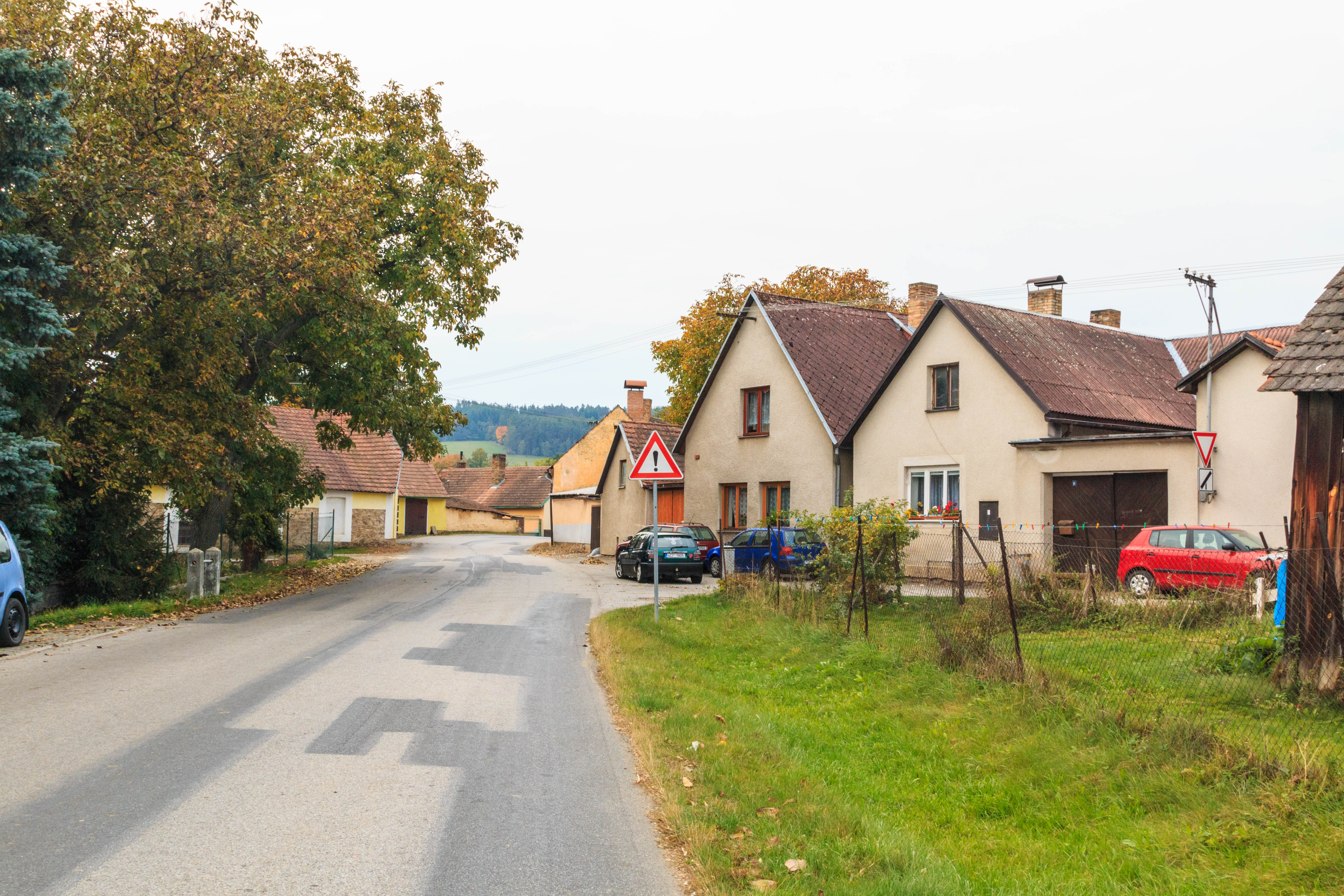
Čp. 51